# 1.ᵉʳ Regimiento de Comandos Especiales (Polonia)
El Jednostka Wojskowa Komandosów (Unidad Militar de Comando) (JWK) antes conocido como 1 Pułk Specjalny Komandosów, 1 PSK (1.er Regimiento Especial de Comando) es una de las cinco fuerzas de operaciones especiales actualmente en operación con la estructura militar de las Fuerzas Armadas de Polonia y las Fuerzas Especiales de la República de Polonia (Wojska Specjalne Rzeczypospolitej Polskiej).
Debido a las altas exigencias de selección y el programa especial de entrenamiento que el regimiento implementado hace algunos años, los soldados de la unidad muestran un elevado nivel de habilidades y profesionalismo, en comparación a otras fuerzas polacas. Las tropas son entrenadas para llevar a cabo diversas clases de misiones especiales durante la guerra, la crisis y en tiempo de paz, siendo capaces de conducir un asalto aéreo, operaciones en helicóptero y paracaídas (incluyendo operaciones HAHO y HALO), operaciones de reconocimiento táctico y estratégico, incursiones, emboscadas, buceo de combate, misiones de ataque submarino, proporcionar apoyo a otras unidades especializadas durante operaciones de rescate de rehenes y otras misiones en que fueran necesarios.

## Estado actual
La unidad, con base en Lubliniec, cerca de Częstochowa, está actualmente en operación bajo las órdenes del coronel Ryszard Pietras. El Regimiento está cimentado en la tradición de sus unidades de misiones especiales de la Segunda Guerra Mundial. Estas unidades, organizadas con la asistencia de los Estados Unidos y de Gran Bretaña, son el 2° Batallón de Comando, del Batallón Especial Motorizado, el Parasol (Sombrilla) y el ‘’Batallón de Sabotaje Zośka’’.
Durante 1993, el regimiento estaba integrado por un batallón (1 Samodzielny Batalion Szturmowy 1.er Batallón Independiente de Asalto) pero actualmente está organizado en tres batallones especiales y una compañía independiente de buzos de combate. Cada batallón se compone de tres compañías, que se subdividen en tres pelotones. Cada pelotón tiene tres equipos de hombres (cada equipo con seis hombres), dando a la unidad una fuerza total de aproximadamente 90 equipos operacionales, con el equipo de apoyo extra.
El JWK (antes 1 PSK) es una fuerza completamente profesional integrada por soldados seleccionados y altamente entrenados. El Regimiento, junto con la unidad GROM y el Morska Jednostka Działań Specjalnych (Unidad de Marina de Operaciones Especiales), son las fuerzas de operaciones especiales de Polonia.

## Reclutamiento
Los candidatos que esperan servir en el Regimiento necesitan asistir a un curso de entrenamiento básico militar. En tres meses son promovidos al "Entrenamiento Junior". En esta fase los reclutas reciben entrenamiento en: combate cerrado, combate desarmados, combate con el equipamiento especial, paracaidismo, navegación terrestre, manejo de armas, supervivencia básica y otras habilidades militares relacionadas con estas. Los aspirantes que completan satisfactoriamente la segunda fase del entrenamiento entran al Regimiento, son asignados a uno de los equipos operacionales de seis hombres. Aquí siguen recibiendo entrenamiento adicional (montañismo, entrenamiento para climas muy fríos, lecciones de francotirador, operacones anfibias, etc.).

## Operaciones recientes
En los últimos años el regimiento ha sido desplegado como refuerzo para las operaciones de la OTAN en Macedonia del Norte durante el Conflicto de Kosovo. Trece hombres fueron desplegados en Afganistán siendo parte de los refuerzos polacos en la Operación Libertad Duradera. Más recientemente fue desplegada una compañía de 56 hombres en Irak formando parte de la División Multinacional Central del Sur.
Los soldados de Lubliniec formado desde 2010 en Afganistán, la ISAF SOF Task Force 50 (TF-50).

## Equipamiento
Actualmente las unidades del Regimiento intentan aumentar el equipo usado por sus operadores. Las armas usadas por las unidades del regimiento incluyen: las pistolas 9 x 19 mm Parabellum Heckler & Koch USP SD, Glock 17 y la WIST-94 9x19 mm, fusil de asalto de 5,56×45 mm OTAN: Heckler & Koch HK416, kbs wz. 96 Beryl (muchas de las armas son modificadas añadiendo foregrips, láseres para apuntar, linternas o accesorios para iluminar y varios accesorios ópticos como miras telescópicas con o sin visión nocturna, con silenciadores), subfusiles de 9x19mm como: PM-98 "Glauberyt", 7,62x51mm OTAN UKM-2000, FN Minimi 7,62, 7,62 x 54mm R PKM. Los francotiradores utilizan rifles como: SAKO TRG-21 y 22, AI AWM-F.338 LM, M107.

## Comandantes
- ppłk dypl. (Teniente coronel) Zbigniew Kwintal 1993 - 19-7-1999
- ppłk dypl. Bogdan Kołtuński 19-7-1999 - 24-2-2003
- ppłk dypl. Wojciech Jania 24-2-2003 - 15-9-2005
- płk (Coronel) Piotr Patalong 15-9-2005 - 7-11-2006
- płk Dariusz Dachowicz 7-11-2006 - 16-2-2010
- płk Ryszard Pietras 16-2-2010 -